# Isobelle Molloy
Isobelle Rose Molloy (Chelmsford, 6 ottobre 2000) è un'attrice britannica.
È conosciuta soprattutto per aver interpretato una giovane Malefica nel film Maleficent.

## Biografia
Molloy è stata cresciuta dalla madre, Leanne Cornwell, e ha un fratello maggiore. Prima del 2012 ha vissuto a Springfield, nell'Essex. Ha frequentato la scuola elementare Bishops' C of E and R C. Ha iniziato la sua carriera come ballerina a 3 anni. Si è avvicinata al mondo della recitazione a 8 anni, età in cui si è iscritta a una scuola di recitazione chiamata Tomorrow's Talent nei pressi di Chelmsford.
Nel 2010 ha ottenuto il suo primo ruolo da professionista a teatro nel musical Oliver!. Nel 2011 ha recitato nella versione West End di Matilda the Musical, musical basato sul romanzo per bambini Matilde di Roald Dahl, interpretando Amanda Thripp, la studentessa con le trecce. In seguito all'abbandono delle due attrici che interpretavano la parte di Matilda, un anno dopo Molloy ha ottenuto il ruolo della protagonista.  La sua interpretazione in Matilda the Musical le ha fatto conquistare una borsa di studio grazie alla quale ha potuto frequentare la Redroofs Theatre School. Per questo la sua famiglia si è trasferita nel 2012 a Maidenhead, in modo che Molloy potesse seguire le lezioni della scuola di teatro.
Dal 2013 al 2014 è stata un membro del cast di EastEnders, una delle soap opera più popolari nel Regno Unito, vestendo i panni di Bella Young.
Per quanto riguarda l'ambito cinematografico, nel 2014 ha recitato nel film Maleficent, remake/spin-off del classico Disney La bella addormentata nel bosco, con protagonista Angelina Jolie. Molloy ha interpretato il ruolo di una giovane Malefica nella prima parte del film, prima che il personaggio diventasse cattivo. Le fu affidata la parte dopo che il direttore del casting ha notato la sua performance in Matilda the Musical.

## Filmografia

### Cinema
- Maleficent, regia di Robert Stromberg (2014)
- Una, regia di Benedict Andrews (2016)
- Like Me, regia di Adam Tyler - cortometraggio (2017)

### Televisione
- EastEnders – serial TV, 11 puntate (2013-2014)
- I misteri di Whitstable Pearl (Whitstable Pearl) – serie TV, 18 episodi (2021-2024)
- Tom Jones - Una storia d'amore (Tom Jones), regia di Georgia Parris – miniserie TV, puntata 1 (2023)

## Teatro
- Oliver! (2010)
- Matilda the Musical (2011-2012)

## Doppiatrici italiane
Nelle versioni in italiano delle opere in cui ha recitato, Isobelle Molloy è stata doppiata da:
- Sara Labidi ne I misteri di Whitstable Pearl, Tom Jones - Una storia d'amore